# De Trisken
De Trisken is een wijk in Drachten met ongeveer 1500 woningen waar zo'n 3100 mensen wonen. De wijk werd in de jaren tachtig gebouwd en is onderverdeeld in twee buurten. Tussen De Trisken en de wijk De Drait ligt een scheiding in de vorm van het riviertje De Drait. De Oprijlaan is de grens tussen de Trisken en het Himsterhout.